# John Dolmayan

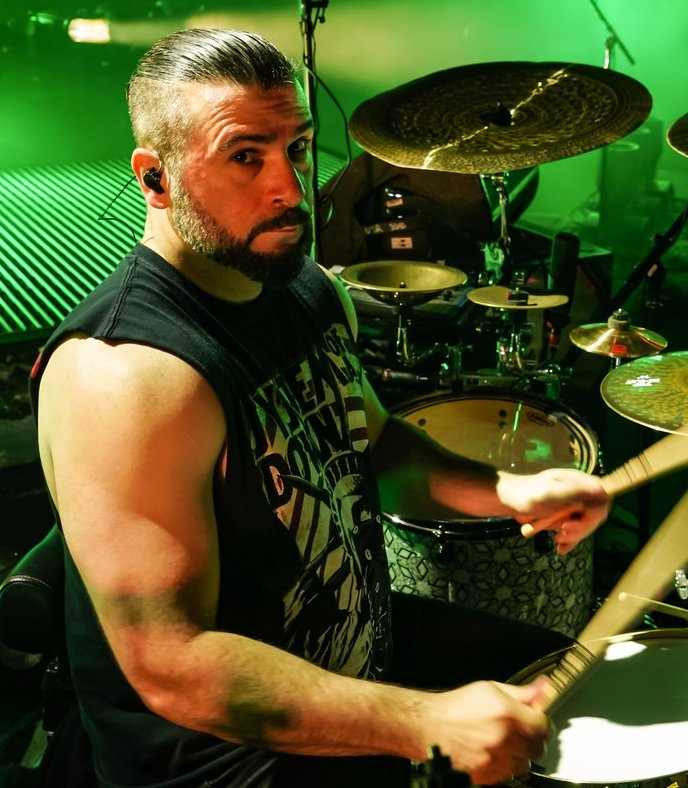
John Dolmayan

John Dolmayan (* 15. Juli 1973 in Beirut, Libanon) ist ein US-amerikanischer Schlagzeuger armenischer Herkunft.
Bekannt wurde er in erster Linie durch seine Beteiligung an der Metal-Band System of a Down. In dieser spielte er Schlagzeug an der Seite von Serj Tankian, Daron Malakian und Shavo Odadjian, nachdem die Band im Jahre 1997 ihren ursprünglichen Schlagzeuger entlassen hatte.
Kurz nachdem System of a Down eine Schaffenspause angekündet hatte, stieg Dolmayan in die von Daron Malakian gegründete Band Scars on Broadway ein.

## Leben
Dolmayan zog zunächst von Beirut nach Toronto, bevor er in Los Angeles auf Tankian, Malakian und Odadjian traf, sich mit ihnen anfreundete und in die Band System of a Down einstieg.
Schlagzeug zu spielen war bereits sein Wunsch, seit er zwei Jahre alt war. Als er im Alter von 15 Jahren von seinem Vater ein erstes gebrauchtes Schlagzeug der Marke „Rogers“ geschenkt bekam, spielte er auch in verschiedenen Bands mit.
Bis zum 24. Februar 2009 spielte Dolmayan zusammen mit Bandkollegen Daron Malakian von System of a Down in der Band Scars on Broadway.
Dolmayan handelt neben seiner Tätigkeit als Musiker mit seltenen Comicheften. Im März 2009 ersteigerte er bei einer Internetauktion eine Ausgabe des ersten Superman-Comics aus dem Jahr 1938 für 317.000 Dollar. Dies ist einer der höchsten Preise, der bisher für ein Comicheft gezahlt worden ist.